# Dave Watson
David "Dave" Watson (født 20. november 1961 i Liverpool, England) er en tidligere engelsk fodboldspiller og træner, der spillede som forsvarsspiller. Han var på klubplan tilknyttet Norwich City og Everton. Længst tid, hele 16 år, tilbragte han hos Everton i sin fødeby, og var blandt andet med til at blive engelsk mester i 1987.
Watson blev desuden noteret for tolv kampe for Englands landshold. Han repræsenterede sit land ved EM i 1988 i Vesttyskland.
Under sin tid i Everton var Watson en kort overgang fungerende manager, efter den tidligere manager Joe Royle pludseligt havde forladt sin stilling midt under sæsonen. Efter sit karrierestop var han i en enkelt sæson manager for en anden Liverpool-klub Tranmere Rovers.

## Titler
First Division
- 1987 med Everton F.C.

FA Cup
- 1995 med Everton F.C.

Football League Cup
- 1985 med Norwich City F.C.